# Lomnice nad Popelkou
Lomnice nad Popelkou (niem. Lomnitz an der Popelka) − miasto w Czechach, w kraju libereckim. Według danych z 31 grudnia 2003 powierzchnia miasta wynosiła 2 557 ha, a liczba jego mieszkańców 5 957 osób.
W mieście jest stacja kolejowa Lomnice nad Popelkou.

## Demografia
| Rok             | 1970  | 1980  | 1991  | 2001  | 2003  |
| --------------- | ----- | ----- | ----- | ----- | ----- |
| Liczba ludności | 5 814 | 6 137 | 6 328 | 6 135 | 5 957 |

Źródło: Czeski Urząd Statystyczny